# Cynoglottis
- Commons
- Wikispecies

Cynoglottis é um gênero de plantas pertencente à família Boraginaceae.